# Морели (Мачерата)
Морели (итал. Morelli) насеље је у Италији у округу Мачерата, региону Марке.
Према процени из 2011. у насељу је живело 89 становника. Насеље се налази на надморској висини од 472 м.